# مرشحة كاباليرونية كالفا
مرشحة كاباليرونية كالفا (الاسم العلمي: Burkholderia calva) هي نوع من البكتيريا، سلبية الغرام، تتبع جنس البيركهولدرية.